# ماريان تشاكارون
ماريان تشاكارون (بالإسبانية: Marjan Čakarun)‏ مواليد 27 أبريل 1990 في زادار، جمهورية كرواتيا الاشتراكية، هو لاعب كرة سلة كرواتي. بدأ مسيرته الاحترافية في سنة 2009. يلعب مع باسكت مانريسا في الدوري الإسباني لكرة السلة كلاعب وسط. يحمل الرقم 6.

## المسيرة الاحترافية
لعب مع نادي زادار لكرة السلة في موسم 2009–2010، ثم لعب مع نادي دومجاله لكرة السلة في موسم 2015–2016، ثم لعب مع باسكت مانريسا في الدوري الإسباني في سنة 2016.

## روابط خارجية
- ماريان تشاكارون على موقع الدوري الإسباني لكرة السلة (الإسبانية)
- ماريان تشاكارون على موقع كرة السلة الأوروبية.كوم (الإنجليزية)
- ماريان تشاكارون على موقع ريلجم (الإنجليزية)
- ماريان تشاكارون على موقع سبورتس رفرنس (الإنجليزية)